# الدوري المولدوفي الوطني 2007–08
الدوري المولدوفي الوطني 2007–08 هو الموسم 17 من  الدوري المولدوفي الوطني. أقيم خلال الفترة 4 يوليو 2007 وحتى 15 مايو 2008، والذي يشرف على تنظيمه اتحاد مولدافيا لكرة القدم، وكان عدد الأندية المشاركة فيه  12، وفاز فيه نادي شريف تيراسبول.